# Spiegelung (Darstellende Geometrie)

Zimmer in Zentralprojektion mit Wandspiegel

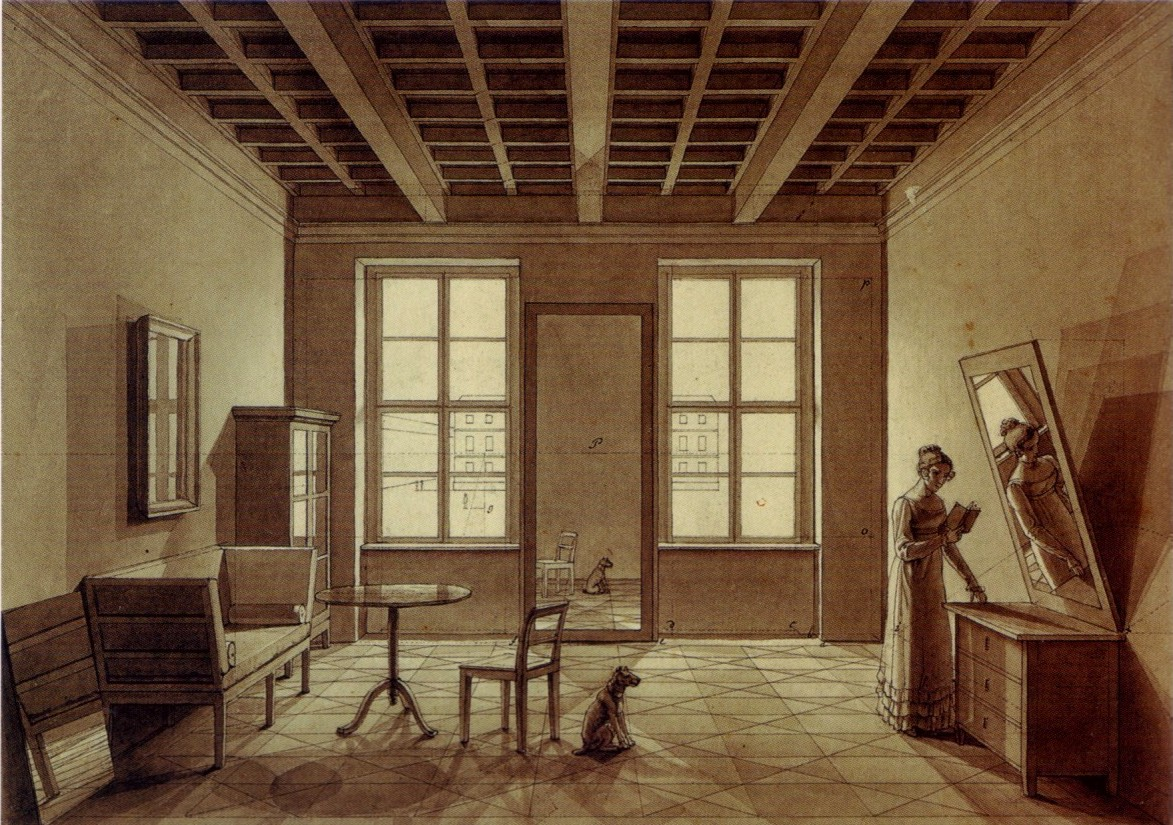
Frontalperspektive eines Zimmers mit Spiegel von Johann Erdmann Hummel, um 1820

Die Spiegelung an einer Ebene (Spiegel) ist eine Methode der darstellenden Geometrie, um Zeichnungen realistischer und attraktiver zu gestalten. Während die Spiegelung von einem Objekt (z. B. Haus) an einer horizontalen Ebene (z. B. Wasseroberfläche) oder einer senkrechten Ebene (z. B. Wandspiegel) bei Parallelprojektion relativ leicht konstruiert werden kann, ist dies bei Zentralprojektion deutlich anspruchsvoller und wurde hauptsächlich in der Malerei verwendet. Noch etwas schwieriger gestaltet sich die Konstruktion einer Spiegelung bei einem geneigten (weder senkrechten noch horizontalen) Spiegel.

## Spiegelung und Spiegelbild

Spiegelung: Prinzip

Das Reflexionsgesetz der Physik besagt: Bei der Reflexion eines Lichtstrahls (ausgehend von einem Objekt) an einer spiegelnden Ebene wird der Strahl so umgelenkt, dass gilt:
- Einfallswinkel = Ausfallswinkel.

Man kann daher annehmen: Der vom Auge aufgefangene reflektierte Strahl kommt von dem Punkt {\displaystyle P_{s}} auf dem Lot des Punktes {\displaystyle P} auf die Spiegelebene im gleichen Abstand von der Spiegelebene allerdings auf der anderen Seite (s. Bild). Der Punkt {\displaystyle P_{s}} heißt der zu {\displaystyle P} gespiegelte Punkt. Analog spricht man von einem gespiegelten Objekt (Haus, Quader, …).
Für die Konstruktion von Spiegelbilder in Parallel- oder Zentralprojektionen hat diese Auffassung den großen Vorteil:
- Das Spiegelbild {\displaystyle P_{s}} eines Punktes {\displaystyle P} entsteht durch die Punktspiegelung von   {\displaystyle P} am zugehörigen Lotfußpunkt {\displaystyle L_{P}} (s. Bild) und wird wie ein reales Objekt projiziert.

Liegen Grund- und Aufriss eines Objektes (Haus, …) vor, so kann man in die vorhandenen Risse die Spiegelungen nach obiger Regel einzeichnen und anschließend von Objekt und Spiegelbild in üblicher Weise (Axonometrie, Einschneideverfahren, Architektenanordnung, Frontalperspektive) ein Bild konstruieren. Oft liegen allerdings fertig konstruierte Bilder in Parallelprojektion oder Zentralprojektion vor und es sollen nachträglich Spiegelbilder hinzugefügt werden. Für diesen Fall werden in der Literatur für gängige Situationen (horizontale Spiegelebene, senkrechte Spiegelebene) Lösungsmöglichkeiten angegeben.

Spiegelung eines Hauses in Kavalierperspektive, horizontale und senkrechte Spiegelebenen

## Spiegelung bei Parallelprojektion
Bei Parallelprojektion gestaltet sich die Konstruktion des Spiegelbildes eines Punktes (Objekts) relativ einfach. Voraussetzung ist:
- Die Spiegelebene ist im Bild durch Grund- und Aufrissspuren festgelegt und die Normalenrichtung der Spiegelebene ist im Bild bekannt (s. Beispiel: Haus).

Beispiel: Ein Haus ist in Kavalierprojektion (schiefe Axonometrie) gegeben (s. Bild).
1. Die horizontale Spiegelebene (Wasseroberfläche) liegt eine halbe Einheit unter der Unterkante des Hauses (blaue Linien). Die Normalenrichtung der Spiegelebene ist die z-Richtung.
2. Die senkrechte Spiegelebene ist eine parallele Ebene zur x-z-Ebene im Abstand 1/2 Einheit. Die Normale weist hier in die y-Richtung.

Spiegelung einer Gerade (grün) an der Standebene (bei Zentralprojektion)

Spiegelung eines Turms in Zentralprojektion an einer Wasseroberfläche

## Spiegelung bei Zentralprojektion
Im Gegensatz zur Parallelprojektion erscheinen bei Zentralprojektion zwei gleich lange Strecken auf einer Gerade im Allgemeinen nicht gleich lang. Dies macht die Konstruktion von Spiegelbildern in zentralperspektiven Bildern erheblich schwieriger. Da in jedem Fall das Spiegelbild eines Punktes {\displaystyle P} auf dem Lot zur Spiegelebene (s. o.) liegt und die Lotrichtung in wichtigen Beispielen (horizontale bzw. senkrechte Spiegelebene) in der Regel bekannt ist, muss mit Hilfe einer Hilfsgerade das Spiegelbild {\displaystyle P_{s}} auf dem Bild des Lotes bestimmt werden. Hierzu muss man wissen, wie das Spiegelbild einer Gerade im perspektiven Bild bestimmt wird. In der folgenden Überlegung wird der Einfachheit halber angenommen, dass die Spiegelebene die Standebene mit der Spur {\displaystyle s} und der Ferngerade {\displaystyle h}, der Horizont, ist. (Spur und Fluchtgerade einer Ebene sind immer parallele Geraden im perspektiven Bild !)  Sind von einer Gerade {\displaystyle g} (im perspektiven Bild) ihr Spurpunkt {\displaystyle S_{g}} und ihr Fluchtpunkt {\displaystyle F_{g}} bekannt, so gilt für die gespiegelte Gerade {\displaystyle g_{s}}:
- Der Fluchtpunkt {\displaystyle F_{gs}} entsteht (im perspektiven Bild) durch Spiegelung des Fluchtpunktes {\displaystyle F_{g}} an der Fluchtgerade {\displaystyle h} der Spiegelebene. (s. Bild)
- Der Spurpunkt {\displaystyle S_{gs}} entsteht (im perspektiven Bild) durch Spiegelung des Spurpunktes {\displaystyle S_{g}} an der Spurgerade {\displaystyle s} der Spiegelebene. (s. Bild)

Diese Regel gilt auch für andere Spiegelebenen.
In den folgenden Beispielen wird vorausgesetzt, dass die Bildtafel senkrecht steht. Dies erkennt man daran, dass der Hauptpunkt {\displaystyle H} auf dem Horizont {\displaystyle h} liegt.

### Beispiel: Turm an einem Fluss
Die Spiegelebene ist hier horizontal und besitzt damit den Horizont {\displaystyle h} als Fluchtgerade. Die Spurgerade ist {\displaystyle s_{w}}. Da für Turmpunkte als Hilfsgeraden horizontale Tiefenlinien (Fluchtpunkt = Hauptpunkt) gewählt wurden, bleibt deren gemeinsamer Fluchtpunkt bei der Spiegelung an {\displaystyle h} fix. Die Spurpunkte werden jeweils an {\displaystyle s_{w}} gespiegelt (s. Bild). Die Turmspitze liegt in der Bildtafel und wird deshalb direkt gespiegelt. Die braune Gerade ist der Uferrand in Höhe der Standebene. Das Ufer ist eine schräg zum Wasser hin abfallende Ebene. Da der Uferrand horizontal ist, bleibt sein Fluchtpunkt {\displaystyle F_{w}} bei der Spiegelung fix. Nur der Spurpunkt muss bewegt werden.

Spiegelung einer senkrechten Strecke an einem Wandspiegel bei Zentralprojektion

Zimmer mit Tür und Wandspiegel, Vorlage (oben) und Lösung (unten)

### Beispiel: Zimmer mit Wandspiegel
Bei der Spiegelung an einem senkrecht angebrachten Spiegel kann man sich zu Nutze machen, dass
1. Eine zum Spiegel parallele Strecke und die gespiegelte Strecke bilden ein Rechteck, in dem sich die Diagonalen auf der Spiegelebene (Schnittstrecke des Rechtecks mit dem Spiegel) schneiden und diese Mittelstrecke halbieren (s. Bild).
2. Bei einer Zentralprojektion geht der Mittelpunkt einer Strecke, die parallel zur Bildtafel ist, in den Mittelpunkt der Bildstrecke über. (Bei zur Bildtafel nicht parallelen Strecken ist dies nicht der Fall !)

Diese Eigenschaft wurde bei der Konstruktion des Spiegelbildes der Türe im perspektiven Bild ausgenutzt (s. Bild). In der Vorlage sind die beiden Fluchtpunkte der horizontalen Zimmerkanten eingezeichnet. Der rechte Fluchtpunkt ist auch der Fluchtpunkt {\displaystyle F_{n}} der Normale der Spiegelebene. Zur Konstruktion der Spiegelung der senkrechten Türkante {\displaystyle {\overline {P}}\;{\overline {Q}}}  zeichnet man zunächst die Verbindungsgeraden zum Fluchtpunkt {\displaystyle F_{n}} und bestimmt den Punkt {\displaystyle {\overline {M}}} als Mittelpunkt der beiden Punkte {\displaystyle {\overline {L}}_{P},{\overline {L}}_{Q}} (Bilder der Lotfußpunkte auf dem Spiegel). Die Gerade {\displaystyle {\overline {Q}}\;{\overline {M}}} schneidet die Gerade {\displaystyle {\overline {P}}F_{n}} in dem Punkt {\displaystyle {\overline {P}}_{s}}.